# Corticarina sturmi
Corticarina sturmi es una especie de coleóptero de la familia Latridiidae.

## Distribución geográfica
Habita en Colombia.